# ANZ Tasmanian International 1997
ANZ Tasmanian International 1997 — жіночий тенісний турнір, що проходив на відкритих кортах з твердим покриттям Міжнародного тенісного центру Гобарта в Гобарті (Австралія). Належав до турнірів 4-ї категорії в рамках Туру WTA 1997. Турнір відбувся вчетверте і тривав з 6 до 12 січня 1997 року. Несіяна Домінік Ван Рост здобула титул в одиночному розряді.

## Фінальна частина

### Одиночний розряд
Домінік Ван Рост —  Маріанн Вердел-Вітмаєр 6–3, 6–3
- Для Ван Рост це був 2-й титул за сезон і 4-й — за кар'єру.

### Парний розряд
Наоко Кадзімута /  Міягі Нана —  Барбара Ріттнер /  Домінік Ван Рост 6–3, 6–1
- Для Кідзімути це був 2-й титул за сезон і 4-й — за кар'єру. Для Міяґі це був 2-й титул за сезон і 6-й — за кар'єру.